# Soninkes
Els soninké (wòlof: sarakholes o sarakoles) són un grup ètnic de l'Àfrica occidental que viu en grups dispersos entre el Senegal, Mauritània i Mali, així com en l'est de Gàmbia, a Costa d'Ivori, Guinea Bissau, Ghana i Burkina Faso. Es calcula que avui dia poden sobrepassar una població d'1.703.000 persones. Són un poble que descendeixen dels Bafour i estan estretament relacionats amb els Imraguen de Mauritània. Ells van ser els fundadors de l'antic Imperi de Ghana, Wagadu (750-1240 dC). Els soninké són encara avui dia la columna vertebral de països com Gàmbia, Senegal i Mali. A través de tota la història han estat comerciants d'or, sal i diamants.
Parlen la llengua soninké, que pertany al grup de les llengües mandé, al qual també pertanyen el mandenkà (mandinkà, bàmbara, julà, kagoro, etc) el bissa, el bozo, el mende, el susu, el Yacouba, i el ligbi. Aquest grup lingüístic forma part de les llengües níger-congoleses.
Després del contacte amb els comerciants almoràvits del nord cap a l'any 1066, els nobles soninké van abraçar l'islam, sent dels primers grups ètnics subsaharians a seguir els ensenyaments de Mahoma. En general són musulmans sunnites. Hi ha algunes comunitats cristianes i també grups animistes.

## Etimologia
Es designen a si mateixos soninké, paraula que en realitat és la forma singular de soninko, però també se'ls coneix pels noms que els han donat els seus veïns wòlof sarakhoulé (que significa literalment persona blanca i era com els soninké deien als francesos quan van arribar a colonitzar la regió), són anomenats Marakàs pels bàmbara, wangara pels mandinga, songhai pels wakoré, aswanik pels d'Assuan o Toubakaï. També inclouen els subgrups Maraka i Wangara.

## Geografia
Els soninkés viuen avui a tot l'Àfrica Occidental. Es mantenen especialment al voltant de la terra de l'exImperi de Ghana, ocupant un territori d'uns 800 km d'est a oest des de la Vall Mitjà del riu Senegal.
La majoria dels soninkés viuen a l'oest de Mali i a la frontera del país amb Senegal, entre Nara i Nioro du Sahel.
Segons el cens de 1988 al Senegal, els soninkés eren 113.184, un 1,7% d'una població total del país estimada en 6.773.417 habitants. La recerca de feina sota l'etapa de França colonial, va portar a molts soninkés a construir comunitats a Dakar i en altres grans ciutats d'Àfrica.
A Mauritània, viuen al sud en les regions de Guidimakha i Gorgol, al llarg de la vall del riu Senegal. Són sens dubte els majors cultivadors del país.
Cal destacar que hi va haver una gran diàspora fora d'Àfrica, sobretot a la regió de París. A la dècada dels 70, els soninkés representaven gairebé el 70% de la població subsahariana emigrant a França.

## Història
Els soninkés van ser els fundadors de l'Imperi de Ghana-també conegut amb el nom de Wagadu -, situat al sud del Sàhara a la vall mitjana del riu Senegal. La seva fundació, d'acord amb la tradició oral dels soninkés, es deu a una figura llegendària, Igo Khass Dingka (que significa "home gran i vell"), qui procedia de la regió d'Assuan a Egipte, d'aquí el nom Aswanik, segons el qual són nomenats soninkés.

### Llegendes
L'ancestre dels soninkés, Dingka, pertanyia a la noblesa d'Egipte i era tinent del faraó. Quan Dingka va arribar a l'oest d'Àfrica, a la regió que avui ocupen Mali, Mauritània i el Senegal, es va trobar amb una nació d'agricultors, els Karos, a qui juntament amb els seus seguidors va aconseguir dominar, gràcies al fet que les seves tropes eren excel·lents genets i estaven armats amb llances, espases i escuts de ferro.
Explica la llegenda que a la regió regnava una serp de set caps anomenada Bida amb la qual va haver de negociar Igo Khass Dingka per instal·lar l'estat Wagadou. La serp va acceptar deixar el seu imperi amb la condició que li fos lliurada cada set anys, la noia més bella de Wagadou. Antigament, els soninké consideraven que calia sacrificar una persona per fundar un poble.
Pel pacte amb la serp, aquesta donaria a Wagadou la riquesa, l'or i la pluja per als conreus. Igo Khass Dingka és l'avantpassat dels cognoms soninkés Wague, Diaby, Gassama, Doucouré, Cisse, Sylla, Tandia, Sokhona, Touré, Diane, Bereté, Sakho Baradji i Bakhayokho.

### Expansió i caiguda de l'Imperi
L'Imperi de Ghana va controlar, a partir del segle viii, el comerç transsaharià i el seu apogeu va arribar als segles IX i X.
Al segle xi, després de diverses invasions almoràvides vingudes del Nord, l'imperi es va afeblir progressivament fins a la seva caiguda definitiva al segle xiii i es va iniciar una època de diàspora per tota la regió de l'Àfrica occidental. A causa de la persecució per part dels amazics, al segle viii, el poble soninké va emigrar cap al sud dispersant-se per territoris molt distants els uns dels altres, el que fa que en l'actualitat no ocupin un territori definit sinó barrejats amb molts altres pobles. Van donar lloc a més ètnies com els bozo, descendents dels sarakhoulés dispersos a partir del segle xii, que es van convertir en pescadors al riu Níger.
Mitjançant la dispersió, van estendre l'Islam, ja que eren un dels primers pobles islamitzats de l'Àfrica subsahariana. El viatge és una tradició entre els soninkés, que explica tots els seus moviments.

### Altres fundacions
Els tres grups Soninké principals són els Marka, Nono i Azer. Altres grups importants són els Sisse, Drame, Sylla i Kante. Alguns dels grups soninké s'han anat diluint al llarg dels segles pels seus matrimonis mixtes amb els wolof, serer i malinke.
Encara que les tradicions orals parlen sobretot dels soninkés de Wagadu, pel que sembla, els soninkés van formar altres regnes prestigiosos a la regió, com Kaarta, Gajaaga i Gidimaxa. Cadascun d'aquests regnes era governat pel "tunka" o rei, l'únic que era el "propietari o mestre de la força, del poder", el "fankama".
Ells van crear, igualment, el regne de Galam al Senegal, a la vall del riu Senegal, era un antic regne que es trobava al sud de Fouta-Toro i l'est del regne de Djolof. El regne va ser diverses vegades convertit en esclau pels Djolof en l'època en què aquests constituïen un imperi, pels Fouta-Toro i pel regne bàmbara de Kaarta. Vivien de l'agricultura i del comerç de la goma aràbiga i de l'or. Galam era el lloc de comerç d'esclaus més important del Senegal. Els soninkés posseïen esclaus amazics. Poques vegades oferien els seus propis esclaus als negrers francesos, els lliuraven els capturats en els països veïns.

### Època contemporània
A l'inici del segle xix els wangares de Yandoto i de Kurmin Dan Ranko van refusar donar suport a la crida al gihad d'Osman Dan Fodio i les dues poblacions foren destruïdes. Als anys 1880 les poblacions de Wa i Nasa (a la moderna Ghana) foren saquejades per Babutu, senyor de la guerra dels Zabarima, i uns deu anys després les forces de l'almami Samori Turé van massacrar als ulemes de Kong i de Buna (a la Costa d'Ivori); els wangara van veure als colonialistes francesos com alliberadors i es van adaptar fàcilment a la nova administració tant francesa com britànica i també als governs de la independència. Hi ha wangares o soninkés a les modernes Ghana, Costa d'Ivori i Burkina Faso que s'anomenen juula, diula o wangara, i parlen el mandenkà per tenir origen a Mande Kaba. Tenen un fort esperit d'empresa.

## Societat

### Organització social i política
Bakel, una cosmopolita ciutat soninké de comerç, era objectiu de l'expansió francesa de mitjans del segle xix. Aquesta fotografia va ser presa pels membres del coronel Joseph Galliéni, en una campanya per crear protectorats francès fins al riu Senegal en el modern Mali.
L'antic Imperi soninké va ser governat per un emperador que tenia un gran poder i tenia el control del comerç transsaharià. El seu poder estava limitat per algunes persones notables que estaven a càrrec de l'administració, els impostos, l'exèrcit, la justícia i els drets d'altres. Així que el govern central de l'imperi estava compost per l'emperador i els nobles que podem considerar com a assessors importants. Fins i tot després de la caiguda de l'imperi de la majoria de les famílies soninké encara es manté aquesta jerarquia als seus pobles. En l'organització cada soninké ocupa un lloc en aquest nivell. No es pot ser un rei o un ferrer per elecció, sinó que el pare ensenya als seus fills quines habilitats desenvoluparan. S'entenen com un mèrit que s'hereta dels avantpassats.
Des de l'època precolonial, la societat soninké practicava el comerç d'esclaus i progressivament va esdevenir una societat esclavista. Fins a finals del segle xix, a les regions soninkés, un terç o la meitat de la població eren esclaus. Per controlar-los, se'ls confina en barris específics dels pobles, un costum que encara es manté.

### Jerarquia social
El "tunka", el rei, és el líder polític. És amo de la terra, del seu país i del que creix allà. Els líders del poble ha de tenir la seva benedicció abans d'exercir.
Els actuals soninkés componen una societat molt jerarquitzada que comprèn tres nivells:
- Els hooro són els homes lliures, el de més alt rang social. Són els governants, tenen el dret de castigar i fer justícia.
- Entre ells hi ha els tunkalemmu (prínceps que estan destinats a regnar). Només ells poden convertir-se en reis, perquè tenen aquest lideratge a la sang heretada dels seus avantpassats.
- La següent classe són els mànec (cortesans, guerrers, confidents dels tunkalemmu). Quan hi ha algun problemea entre les diferents classes d'homes lliures exerceixen el paper de mediadors. Quan hi ha una guerra es converteixen en els caps de l'exèrcit, ja que els seus orígens són el "kuralemme", que significa guerrer.
- L'última classe d'home lliure és el modinu el sacerdot. El seu origen és de la influència de l'Islam a la societat soninke. Ells fan justícia i eduquen la població. Els ensenyen l'Islam i els protegeixen amb oracions. Ells són molt respectats pel seu coneixement en la religió.
- Els "naxamala" són els homes de casta dependents dels primers (són artesans, ferrers, músics, historiadors ...)
- Els "tago" o ferrers ocupen la primera classe entre ells. Ells fan armes, les eines de treball i també la joieria. Se'ls respecta pels seus coneixements en ferro.
- Després que el ferrer ve el fuster "sakko". Ells són els amics dels habitants de la selva. Són els confidents i els mestres dels dimonis. Tenen una gran importància a causa dels seus coneixements en la fusta és gran.
- Després d'ells, el cantant "jaroo". Durant les cerimònies s'encarreguen de l'animació, parlar i cantar. Ells són els més famosos en la classe dependent "naxamala". Ells són els únics autoritzats per dir el que vulguin. Ells són l'orador de la societat, detallant la historia de les famílies soninkés més importants.
  - L'última classe al "naxamala" classe és el sabater "garanko". Ells són els encarregats de les sabates de cuir, els seients de muntatge i les fundes dels sabres.
- Finalment, els "kome" són els descendents d'esclaus, que van ser alliberats.

L'estructura i organització social soninké són típiques dels grups mani amb qui ètnicament estan emparentats. Els soninké viuen en pobles compactes en els quals es construeixen cases en dos estils diferents: 
- Un estil de cases rodones amb parets de maó i teulades de palla.
- Altres, rectangulars amb parets del maó, amb habitacions separades en el seu interior i teulades de terra planes.

No és estrany trobar famílies soninké de més de 100 persones compartint àpats diaris.